# Zanthoxylum buesgenii
Zanthoxylum buesgenii är en vinruteväxtart som först beskrevs av Adolf Engler, och fick sitt nu gällande namn av Alma May Waterman. Zanthoxylum buesgenii ingår i släktet Zanthoxylum och familjen vinruteväxter. Inga underarter finns listade i Catalogue of Life.